# Данини, Евгений Сильвиевич
Евге́ний Си́львиевич Дани́ни (7 июля 1894 года, Санкт-Петербург — 26 декабря 1954, Ленинград?) — советский учёный, биолог,  профессор, доктор биологических наук, первый декан биологического факультета Молотовского университета (1931–1941), заведующий кафедрой гистологии Пермского медицинского института и заведующий кафедрой гистологии и эмбриологии Молотовского университета (1942–1946), профессор Ленинградского педиатрического медицинского института. Старший сын архитектора Сильвио Данини.

## Биография
Родился в семье царскосельского архитектора Сильвио (Валентина) Амвросиевича Данини (1867–1942). В 1917 году окончил естественное отделение физико-математического факультета Санкт-Петербургского университета.
С 1918 года — преподаватель кафедры нормальной гистологии Пермского университета, ассистент профессора А. А. Заварзина (до 1922 года).
В 1925 году стал приват-доцентом Пермского университета, а с 1930 года — Пермского медицинского института и Уральского сельскохозяйственного института.
В 1927–1928 — заместитель декана педагогического факультета Пермского университета.
С 1931 года — сначала завотделением, затем, с 1933 года, — первый декан биологического факультета Пермского университета. В этой должности (с небольшими перерывами: два месяца в 1933 году деканом был ботаник П. А. Генкель, половину 1935 года деканом был зоолог В. А. Захваткин, часть 1936 года, с 3 июня, деканом был  зав. каф. морфологии и систематики растений В. А. Крюгер) работал до 1941 года.
Одновременно с 1931 года являлся профессором и заведующим гистологической лабораторией Биологического научно-исследовательского института. В 1930-е годы — ученый секретарь и член коллегии БНИИ, а в 1935 году — исполняющий обязанности директора.
В 1935 году за проведённые исследования получил степень доктора наук биологии без защиты диссертации.
С 1942 года работал заведующим кафедрой гистологии Пермского медицинского института и заведующим кафедрой гистологии и эмбриологии Молотовского университета.
С 1946 года — профессор Ленинградского педиатрического медицинского института.
Умер 26 декабря 1954 года. Похоронен на Серафимовском кладбище Санкт-Петербурга.

## Научные труды
В своих исследованиях Е. С. Данини изучал переходный эпителий мочеотводящих путей у ряда млекопитающих и смог выяснить причину разногласий по вопросу о строении и количестве слоёв переходного эпителия, а также об особенностях его гистогенеза и камбиальности. Помимо этого, он провёл экспериментально-гистологические исследования тканей речного рака и выяснил морфологический состав соединительной ткани, генетические взаимоотношения между её клеточными элементами, источники и способы возникновения основного вещества.